# Liste des châteaux de l'Indre
Cet article recense de manière non exhaustive les châteaux (de défense ou d'agrément), maisons fortes, mottes castrales, situés dans le département français de l'Indre. Il est fait état des inscriptions et classements au titre des monuments historiques.

## Liste
| Icône            | Signification    | Abréviations             | Abréviations                  | Abréviations             | Abréviations           |
| ---------------- | ---------------- | ------------------------ | ----------------------------- | ------------------------ | ---------------------- |
| Château fort     | Château fort     | = Bastide                | = Ferme fortifiée             | = Maison forte           | = (Néo-)Palladianisme  |
| Renaissance      | Renaissance      | = Château gascon         | = Folie (montpelliéraine)     | = Manoir, Gentilhommière | = Résidence épiscopale |
| Domaine viticole | Domaine viticole | = Classicisme, classique | = Forteresse, fort(ification) | = Maison (noble)         | = Style Beaux-Arts     |
| Palais           | Palais           | = Commanderie            | = Gothique (flamboyant)       | = Néo-baroque            | = Style Second Empire  |
| Ruine ou disparu | Ruine, disparu   | = Château pinardier      | = Hôtel particulier           | = Néo-classique          | = Style italianisant   |
|                  |                  | = Demeure seigneuriale   | ... = Style Louis XII...XVI   | = Néo-gothique           | = Style troubadour     |
|                  |                  | = Éclectisme             | = Logis (seigneurial)         | = Néo-Renaissance        | = Villa (de Nice)      |
| Baroque, rococo  | Baroque, rococo  | = Édifice religieux      | = Motte castrale/féodale      | = Pavillon de chasse     | = Styles du XXe siècle |

| Type                                  | Château                                   | Commune                     | Protection                                                                                            | Notes                                                                    | Coordonnées                 | Illustration |
| ------------------------------------- | ----------------------------------------- | --------------------------- | --- | ------------------------------------------------------------------------ | --------------------------- | ------------ |
| Style Louis XII · Néo-classique       | Château d'Argy                            | Argy                        | Classé MH (1930) · Notice no PA00097267                                                               | XIIe et XVe siècles, XVIe siècle, visites et activités nature            | 46° 56′ 20″ N, 1° 26′ 10″ E |              |
| Château fort · Renaissance            | Château d'Ars                             | Lourouer Saint-Laurent      | Inscrit MH (1926) · Notice no PA00097378                                                              | XIVe et XVIe siècles, expositions et festivals                           | 46° 36′ 08″ N, 2° 00′ 16″ E |              |
| Château fort · Renaissance            | Château d'Azay-le-Ferron                  | Azay-le-Ferron              | Classé MH (1950) · Notice no PA00097268 · Notice no M0246 · Jardin remarquable · Notice no JAR0000095 | XVe et XVIe siècles XVIIe et XVIIIe siècles, visites et activités nature | 46° 51′ 04″ N, 1° 04′ 12″ E |              |
|                                       | Château de Barreneuve                     | Rivarennes                  | |                                                                          | 46° 38′ 03″ N, 1° 23′ 39″ E |              |
| Néo-classique                         | Château de Bellechasse                    | Saint-Pierre-de-Jards       | | XIXe siècle                                                              | 47° 06′ 37″ N, 1° 59′ 41″ E |              |
| Styles xxe siècle                     | Château du Boisrenault                    | Buzançais                   | | XXe siècle, hôtel                                                        | 46° 54′ 02″ N, 1° 27′ 31″ E |              |
| Château fort · Classicisme, classique | Château du Bouchet                        | Rosnay                      | Classé MH (1955, 1960) · Notice no PA00097442 · Notice no IA36000064                                  | XIIIe et XVe siècles, XVIIe siècle                                       | 46° 43′ 07″ N, 1° 10′ 22″ E |              |
| Néo-classique                         | Château de Bouges                         | Bouges-le-Château           | Classé MH (2001) · Notice no PA00097284 · Notice no IA36001301 · Jardin remarquable                   | XVIIIe et XIXe siècles                                                   | 47° 02′ 32″ N, 1° 40′ 23″ E |              |
| Classicisme, classique                | Château de Briantes                       | Briantes                    | Notice no IA36000844 « Photo », notice no M0250000458                                                 | XVe et XVIIIe siècles, XIXe siècle, colombier                            | 46° 33′ 35″ N, 2° 01′ 28″ E |              |
| Château fort · Ruine ou disparu       | Château de Brosse                         | Chaillac                    | Inscrit MH (1935) · Notice no PA00097290                                                              | Xe et XIIe siècles                                                       | 46° 24′ 55″ N, 1° 19′ 13″ E |              |
| Château fort · Renaissance            | Château de Chabenet                       | Le Pont-Chrétien-Chabenet   | Inscrit MH (1927) · Notice no PA00097431                                                              | XVe siècle                                                               | 46° 37′ 30″ N, 1° 29′ 55″ E |              |
| Renaissance                           | Château de Chaillou                       | Châtillon-sur-Indre         | | XVIe et XVIIe siècles                                                    | 47° 01′ 19″ N, 1° 13′ 30″ E |              |
| Forteresse, fort(ification)           | Porte de Champagne                        | Levroux                     | Classé MH (1944) · Notice no PA00097370                                                               | XVIe siècle                                                              | 46° 58′ 43″ N, 1° 36′ 50″ E |              |
| Château fort                          | Château de Châteaubrun                    | Cuzion                      | Inscrit MH (1926) · Notice no PA00097334                                                              | XIVe siècle                                                              | 46° 28′ 03″ N, 1° 36′ 12″ E |              |
|                                       | Chateau des Chézeaux                      | Rivarennes                  | |                                                                          | 46° 38′ 32″ N, 1° 23′ 50″ E |              |
| Renaissance                           | Château de Clavières                      | Ardentes                    | | XVIe et XVIIIe siècles                                                   | 46° 45′ 33″ N, 1° 48′ 08″ E |              |
| Château fort · Ruine ou disparu       | Château de Cluis-Dessous                  | Cluis                       | Inscrit MH (1935) · Notice no PA00097328                                                              | XIIe et XIIIe siècles                                                    | 46° 32′ 57″ N, 1° 45′ 20″ E |              |
| Manoir, gentilhommière                | Manoir de Cluis-Dessus                    | Cluis                       | Classé MH (1928) · Notice no PA00097330                                                               | XVe et XVIIe siècles, mairie                                             | 46° 32′ 38″ N, 1° 45′ 00″ E |              |
| Renaissance                           | Pavillon dit des Ducs                     | Buzançais                   | Inscrit MH (1995) · Notice no PA00135294                                                              | XVIe et XVIIIe siècles, XIXe siècle                                      | 46° 53′ 19″ N, 1° 25′ 30″ E |              |
| Renaissance                           | Château de la Ferté                       | Reuilly                     | Inscrit MH (1944, 1967) · Classé MH (1986) · Notice no PA00097437 · Notice no PA00096822              |                                                                          | 47° 03′ 55″ N, 2° 02′ 25″ E |              |
| Château fort                          | Château de Forges                         | Concremiers                 | Classé MH (1964) · Notice no PA00097331 · Notice no IA36000093                                        |                                                                          | 46° 35′ 30″ N, 1° 00′ 11″ E |              |
|                                       | Château de Frapesle                       | Issoudun                    | Inscrit MH (1993) · Notice no PA00125359                                                              |                                                                          | 46° 56′ 54″ N, 1° 58′ 27″ E |              |
| Maison (noble)                        | Maison de George Sand (Château de Nohant) | Nohant-Vic                  | Classé MH (1952) · Notice no PA00097411                                                               | XVIIIe siècle                                                            | 46° 37′ 30″ N, 1° 58′ 31″ E |              |
|                                       | Château-Guillaume                         | Lignac                      | Classé MH (1862) · Notice no PA00097371 · Notice no IA36005378                                        |                                                                          | 46° 28′ 49″ N, 1° 11′ 30″ E |              |
| Château fort                          | Château d'Ingrandes                       | Ingrandes                   | Inscrit MH (1987, 2020) · Notice no PA00097355 · Notice no IA36000117                                 |                                                                          | 46° 35′ 50″ N, 0° 57′ 45″ E |              |
|                                       | Château de l'Isle-Savary                  | Clion                       | Inscrit MH (1925) · Classé MH (1932) · Notice no PA00097326                                           |                                                                          | 46° 57′ 01″ N, 1° 14′ 21″ E |              |
|                                       | Château d'Issoudun                        | Issoudun                    | |                                                                          |                             |              |
| Château fort · Ruine ou disparu       | Château de Levroux                        | Levroux                     | |                                                                          |                             |              |
| Château fort                          | Château de Lys-Saint-Georges              | Lys-Saint-Georges           | Inscrit MH (2022) · Notice no PA00097388                                                              | XIVe et XVe siècles                                                      | 46° 38′ 29″ N, 1° 49′ 23″ E |              |
|                                       | Château du Magnet                         | Mers-sur-Indre              | |                                                                          |                             |              |
|                                       | Château du Mée                            | Pellevoisin                 | |                                                                          |                             |              |
| Château fort                          | Château du Mont                           | Sazeray                     | |                                                                          | 46° 27′ 41″ N, 2° 04′ 02″ E |              |
|                                       | Château de Montlevicq                     | Montlevicq                  | |                                                                          |                             |              |
|                                       | Château de Montveillé                     | Briantes                    | |                                                                          | 46° 34′ 41″ N, 2° 03′ 06″ E |              |
|                                       | Château de la Motte-Feuilly               | La Motte-Feuilly            | |                                                                          |                             |              |
|                                       | Château de Palluau                        | Palluau-sur-Indre           | |                                                                          |                             |              |
| Château fort · Ruine ou disparu       | Château de Pleinpinard                    | Rivarennes                  | | Moyen Âge                                                                | 46° 38′ 39″ N, 1° 23′ 13″ E |              |
| Château fort · Ruine ou disparu       | Château de la Prune-au-Pot                | Ceaulmont                   | Inscrit MH (1972) · Notice no PA00097287                                                              |                                                                          | 46° 31′ 03″ N, 1° 33′ 24″ E |              |
|                                       | Château de Puy d'Auzon                    | Cluis                       | | (XIXe siècle)                                                            | 46° 32′ 58″ N, 1° 44′ 05″ E |              |
| Château fort                          | Château de Puybarbeau                     | Lignerolles                 | |                                                                          | 46° 29′ 32″ N, 2° 09′ 18″ E |              |
| Renaissance                           | Château Raoul                             | Châteauroux                 | Inscrit MH (1927) · Notice no PA00097294                                                              |                                                                          | 46° 48′ 45″ N, 1° 41′ 10″ E |              |
|                                       | Château de la Romagère                    | Rivarennes                  | « Photo », notice no AP67L02869 « Photo », notice no AP67L02870                                       |                                                                          | 46° 35′ 18″ N, 1° 21′ 17″ E |              |
| Château fort                          | Château de Romefort                       | Ciron                       | |                                                                          |                             |              |
| Château fort                          | Château de Saint-Chartier                 | Saint-Chartier              | Inscrit MH (1930, 1989) · Classé MH (1989) · Notice no PA00097449 · Notice no IA36004148              |                                                                          | 46° 38′ 50″ N, 1° 58′ 36″ E |              |
| Château fort                          | Château de Sarzay                         | Sarzay                      | Classé MH (1912) · Notice no PA00097467                                                               | XVe et XVIe siècles                                                      | 46° 36′ 02″ N, 1° 54′ 23″ E |              |
|                                       | Château de Terrières                      | Rivarennes                  | |                                                                          | 46° 38′ 32″ N, 1° 23′ 25″ E |              |
|                                       | Château de la Tour                        | Rivarennes                  | « Photo », notice no AP60L04806 « Photo », notice no AP60L06212                                       |                                                                          | 46° 38′ 09″ N, 1° 23′ 19″ E |              |
| Château fort · Renaissance            | Château de Valençay                       | Valençay                    | Inscrit MH (1992, 2013) · Classé MH (2011, 2016) · Notice no PA00097475                               | Moyen Âge, XVIe et XVIIe siècles, XVIIIe et XIXe siècles                 | 47° 09′ 27″ N, 1° 33′ 48″ E |              |
| Renaissance                           | Château de Villegongis                    | Villegongis                 | Inscrit MH (1928) · Classé MH (1949) · Notice no PA00097484                                           | XVIe et XVIIe siècles, XVIIIe siècle                                     | 46° 54′ 53″ N, 1° 35′ 56″ E |              |
|                                       | Château de Villeneuve                     | Rivarennes                  | « Photo », notice no AP67L02864 « Photo », notice no AP67L02865                                       |                                                                          | 46° 36′ 49″ N, 1° 21′ 05″ E |              |
| NR                                    | Château Poséidon                          | Varennes-sur-Fouzon (Indre) | |                                                                          | 47° 12′ 50″ N, 1° 36′ 24″ E |              |